# Saarbrücker Kanu-Club
Der Saarbrücker Kanu-Club e.V. (SKC) ist ein Kanusportverein in Saarbrücken.

## Allgemeines
Der Verein hat rund 450 Mitglieder und ist damit der größte Kanu-Club im Saarland und einer der aktivsten und größten Vereine im Deutschen Kanu-Verband. Die Mitglieder treiben Kanusport beim Wander- und Wildwasserfahren, im Renn- und Slalomboot, beim Freestyle, im Drachenboot und beim Volleyball. Für seine aktive Jugendarbeit, sein soziales Engagement sowie für sein attraktives Angebot im Kanusport wurde der SKC Saarbrücker Kanu-Club vom DKV Deutscher Kanu-Verband ausgezeichnet: Der SKC gehört deutschlandweit zu den aktivsten Vereinen im Kanusport und darf sich „aktiver Kanu-Verein“ nennen. Der SKC habe sich in den letzten Jahren in besonders lobenswerter Art und Weise für kanusportliche Aktivitäten eingesetzt und dazu beigetragen, dass Kanusport im Verein an Attraktivität gewinne, so der DKV. Der SKC biete vor allem auch jungen Menschen zahlreiche Gelegenheiten, den Kanusport aktiv zu betreiben.

## Erfolge
- Martin Lang (* 1968), im Canadier-Einer im Kanonslalom mehrfacher deutscher Meister, Weltmeister 1991 und 1993 und Olympiateilnehmer 1992 (6.) und 1996 (7.).[1]
- Mitglieder des Saarbrücker Kanu-Clubs waren bei den Weltmeisterschaften 2010 im Drachenboot in Ungarn dabei. Basilio Pecorino, Tanja Rauch, Patrick Siegel und Joachim Weisung errangen fünf Silber- und zwei Bronzemedaillen.[2]
  - Vize-Weltmeister bei den Masters der Herren über 500 und 2000 m sowie den Masters Mixed über 200, 500 und 2000 m;
  - Bronze bei den Masters Herren über 200 m und bei den Senioren Herren ebenfalls über 200 m.
- Sarah Jellonnek: Silber im Einzel und Gold mit der Mannschaft bei der Quadrathlon-Europameisterschaft.[3]

## Disziplinen
- Kanu-Wanderfahren
- Kanu-Wildwassersport
- Kanurennsport
- Kanu-Slalomsport
- Kanu-Freestyle
- Drachenboot-Sport[4][5]
- Volleyball